# Вастемийза
Ва́стемийза (ест. Vastemõisa küla) — село в Естонії, у волості Пиг'я-Сакала повіту Вільяндімаа.

## Населення
Чисельність населення на 31 грудня 2011 року становила 381 особу.

## Географія
Через населений пункт проходить автошлях 24124 (Вільянді — Сууре-Яані). Від села починаються дороги 24123 (Вастемийза — Виллі — Сууре-Яані) та 24149 (Вастемийза — Кипу).

## Історія
З 19 грудня 1991 до 1 листопада 2005 року село входило до складу волості Вастемийза й було її адміністративним центром. З 1 листопада 2005 до 21 жовтня 2017 року Вастемийза належало волості Сууре-Яані.